# باشگاه فوتبال سول د آمریکا
باشگاه فوتبال سول دِ آمریکا (انگلیسی: Club Sol de América) یک باشگاه فوتبال در شهر ویا الیسا، پاراگوئه است.
این باشگاه که در سال ۱۹۰۹ تاسیس شده سابقه ۲ قهرمانی در لیگ دسته اول فوتبال پاراگوئه را در کارنامه دارد.